# Анжелік Рокас

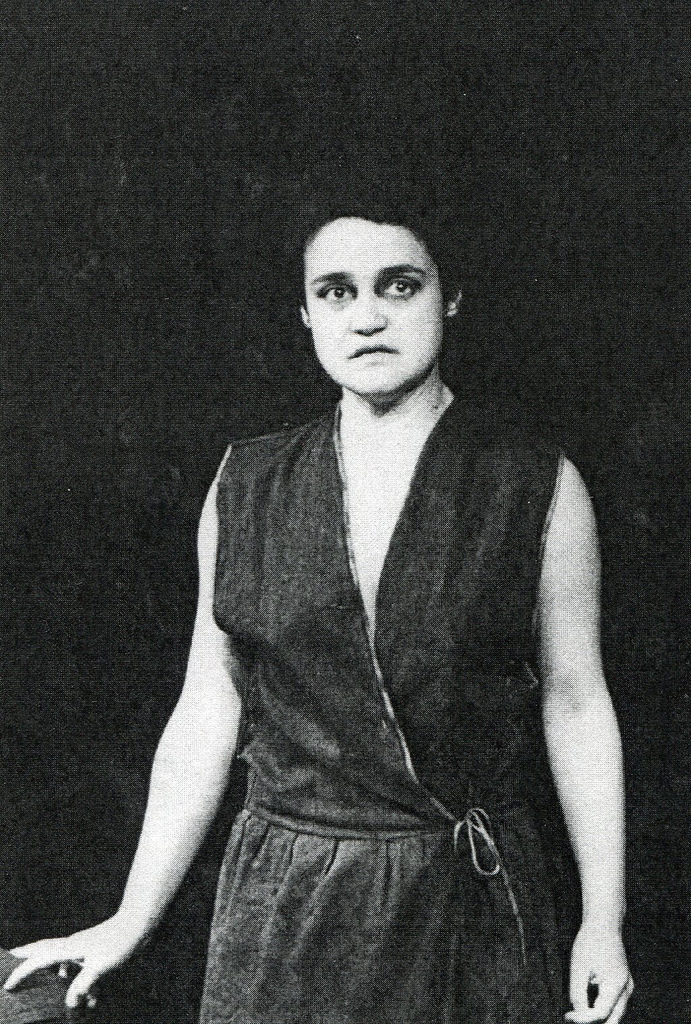
Анжелік Рокас у ролі Емми у фільмі Грізельди Гамбаро «Ель Кампо».

Анжелік Рокас — британська акторка, театралка, продюсерка та активістка південноафриканського та грецького походження. Її театр називається Театр-інтернаціоналіст. Відома ролями в Медеї і роллю Емми в п'єсі Ель Кампо Грізельди Гамбаро на сцені Лондонського театру.

## Діяльність
З відзнакою закінчила факультет англійської літератури та філософії в Університеті Вітса, Йоганнесбург. Вивчала акторську майстерність у Кейптаунському університеті.
Працювала з такими режисерами, як Пітер Гайамс (A Land Away), Ніколас Рог (The Witches), Костас Ферріс (Oh Babylon) і Теодорос Марагос (Emmones Ideas).
Рокас є піонеркою багатонаціональних театральних постановок у Лондоні 1980-х років:
- Балкон Жана Жене (червень 1981)[30];
- Британська прем'єра «Табору Грізельди Гамбаро» (жовтень 1981)[31];
- Матінка Кураж та її діти Бертольда Брехта (березень 1982)[32];
- Британська прем'єра «Ліола» Луїджі Піранделло (липень 1982)[33];
- Британська прем'єра «У барі токійського готелю» Теннессі Вільямса (травень 1983)[34];
- Міс Джулі (драма) Августа Стріндберга (січень 1994)[35];
- Вороги Максима Горького з Енн Пеннінгтон (березень 1985)[36].